# Keiji Ishizuka
Keiji Ishizuka (jap. 石塚 啓次, Ishizuka Keiji; * 26. August 1974 in der Präfektur Kyoto) ist ein ehemaliger japanischer Fußballspieler.

## Karriere
Ishizuka erlernte das Fußballspielen in der Schulmannschaft der Yamashiro High School. Seinen ersten Vertrag unterschrieb er 1993 bei Verdy Kawasaki (heute: Tokyo Verdy). Der Verein spielte in der höchsten Liga des Landes, der J1 League. Mit dem Verein wurde er 1993 und 1994 japanischer Meister. Im August 1997 wurde er an den Zweitligisten Consadole Sapporo ausgeliehen. 1998 kehrte er nach Verdy Kawasaki zurück. Für den Verein absolvierte er 103 Erstligaspiele. 2003 wechselte er zum Zweitligisten Kawasaki Frontale. Im September 2003 wechselte er zum Erstligisten Nagoya Grampus Eight. Ende 2003 beendete er seine Karriere als Fußballspieler.

## Erfolge
Verdy Kawasaki
- J1 League

Meister: 1993, 1994
Vizemeister: 1995
- J.League Cup

Sieger: 1993, 1994
Finalist: 1996
- Kaiserpokal

Sieger: 1996